# 주니엘
주니엘(Juniel, 본명: 최서아, 1993년 9월 3일 ~ )은 대한민국의 싱어송라이터이다. 현재의 활동명은 개명 전 이름(최준희)에서 유래한 ‘JUNIE’와 사랑을 뜻하는 영어 LOVE의 첫 글자인 ‘L’을 합쳐서 만들었다. 2012년, 미니 앨범 My First June으로 데뷔하였다. 2016년 1월 19일, FNC 엔터테인먼트와의 계약이 만료되었고, 2016년 2월 22일 C9 엔터테인먼트와 계약하였다고 발표하였다. 2020년, 도코(DOKO)와 혼성 듀오 시적화자를 결성하였다. 2021년 C9 엔터테인먼트와 계약이 종료되었다. 

## 학력
- 인창중학교
- 서울공연예술고등학교 무대미술과

## 생애

### 어린 시절
주니엘은 1993년 9월 3일, 서울특별시에서 1남 1녀 중 첫째로 태어났다. 주니엘은 가수를 꿈꿨던 아버지와 뮤지컬 단원 출신 어머니의 영향을 받아 어릴 적부터 비틀즈와 레드 제플린 등의 음악을 접하며 자랐다. 어린 시절 잠시 화가를 꿈꾸기도 했으나, 초등학교 3학년 때 보아가 출연한 《그것이 알고 싶다》를 보고 가수가 되기로 결심했다. 이후 초등학교 6학년 무렵인 2005년에는 Mnet의 오디션 프로그램 《배틀신화》에 출연했고, 중학교 1학년 때 굿 엔터테인먼트의 연습생으로 있었지만 회사 사정이 어려워지며 그만두었다. 이 외에도 SM, JYP를 비롯한 여러 오디션에 지원했으나 떨어졌고, 중학교 2학년 때 FNC 엔터테인먼트에 합격해 연습생이 되었다. 그 후 주니엘은 1년 여간 안무 연습을 받았으나, 적성에 맞지 않았고 흥미도 점차 잃어갔다. 중학교 3학년 초부터는 기타를 치기 시작했고, 밥 딜런의 "knocking on heaven's door"를 시작으로 YUI, 에이브릴 라빈, 사라 맥라클란의 노래를 차례로 접했다. 또한 기타와 함께 화성학을 배우며 중3 말부터는 〈소년〉, 〈Everlasting Sunset〉을 시작으로 작곡도 시작해 이 때부터 20여 곡을 직접 작곡했다.
한편 주니엘은 고등학교 시절 소속사의 권유로 일본 활동을 시작한다. 주니엘은 구리시의 한 인문계 고등학교에 입학하였지만 연예활동을 위해 서울공연예술고등학교로 전학한다. 일본에 가기 전 주니엘은 일본 영화나 일본 애니메이션을 보고, 그리고 J-POP도 많이 듣고 일본어를 공부했다. 2010년 6월 일본에 온 그녀는 일본 학교를 다니면서 여러 라이브 이벤트와 스트리트 라이브를 하고, 2장의 인디 앨범도 발매했다. 또한 그녀는 2010년 일본판 《슈퍼스타 K》로 불리는 '니지이로 슈퍼노바'에서 우승을 했다. 하지만 처음부터 연주 활동을 하려던 것은 아니고 단순히 음악을 배우기 위해 일본에 간 것이라고 밝혔다. 2011년 4월 29일, 일본 첫 번째 미니 앨범인 Ready go!가 발매되었다. 그 후 2011년 7월 12일 두 번째 미니 앨범 Dream&Hope가 발매되었고, 이후 2011년 11월 2일에는 첫 번째 메이저 싱글 앨범인 "Forever"가 나오면서 메이저 데뷔를 했고, 2012년 2월 15일에는 두 번째 메이저 싱글 앨범인 "さくら~とどかぬ想い~"가 발매되었다.

### 2010 ~ 현재: 데뷔

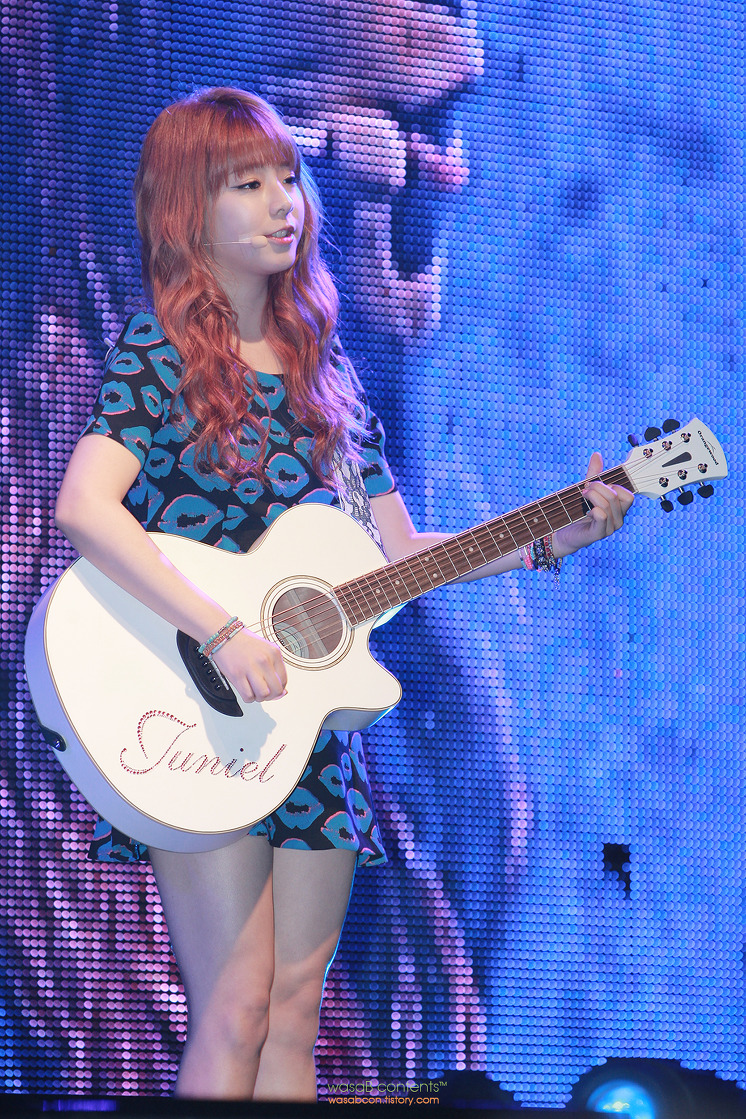

2012년 6월 7일, 한국에서 첫 번째 미니 앨범 《My First June》으로 데뷔하였고 바보 (With. 정용화 Of CNBLUE)와 타이틀 곡인 illa illa (일라 일라)로 같은 날 Mnet 《엠카운트다운》에서 데뷔무대를 가졌다. 공중파 첫 데뷔 무대는 그 다음 날인 2012년 6월 8일에 KBS 《뮤직뱅크》에서 하였다. "illa illa (일라 일라)"는 SBS 드라마 《신사의 품격》 OST에 사용되었다.
그후 2012년 11월19일 (나쁜 사람)이라는 곡을 발표했고 5개월 만에 컴백했다.
2013년 3월 6일 일본에서 메이저 앨범 《"Juni"》을 발매하였으며, 한국에서도 동일한 음반을 워너뮤직 코리아에서 발매하였고 4월 25일 한국에서 3번째 미니 앨범인 "Fall in L"로 컴백했다.
2014년 9월 30일 첫번째 디지털 싱글 앨범 "연애하나 봐"로 컴백했다. "Please"는 영화 《소년, 소녀 그리고 바다》의 OST에 사용되었다.
2015년 8월 21일 두번째 디지털 싱글 앨범 "Sorry"로 컴백했다. 이 앨범에는 타이틀 곡 Sorry 만 수록되어있다.
2016년 7월 6일 세번째 디지털 싱글 앨범 "물고기자리"를 발매했다. 따로 음악방송 활동은 하지 않으며 이때 본명을 최준희에서 최서아로 개명했다.
2017년 10월 31일 앨범 "물고기자리" 이후 오랜만에 "Ordinary Things"을 발매했다. 타이틀곡은 《혼술》로, 11월 5일 '인기가요에서 무대를 선보였다.

## 이미지 및 영향
한국에서 기타를 시작할 때 아는 언니에게 배웠다. 일본에 오기 전부터 시이나 링고와 YUI의 노래를 즐겨 들었다. 특히 시이나 링고의 노래를 중학생 때부터 아주 좋아했다. 한국 음악과는 다르게 가사와 멜로디가 흥미롭다고 생각했다. 일본에 와서 좋아하게 된 아티스트로는 YUI, 플럼풀, 원 오크 록 등이다. 또 최근에는 도쿄지헨 같은 사운드도 듣게 되어, 주니엘의 음악 공연에서 이들의 영향을 알아볼 수 있다.

## 음반

### 미니 음반
| 분류    | 음반명        | 발매일           |
| ------- | ------------- | ---------------- |
| 미니1집 | My First June | 2012년 6월 7일   |
| 미니2집 | 1&1           | 2012년 11월 20일 |
| 미니3집 | Fall In L     | 2013년 4월 25일  |

### 싱글 음반
| 분류       | 음반명                | 발매일           |
| ---------- | --------------------- | ---------------- |
| 디지털싱글 | DOKKUN Project Part 3 | 2013년 7월 18일  |
| 디지털싱글 | 다음날                | 2014년 4월 16일  |
| 디지털싱글 | 연애하나 봐           | 2014년 9월 29일  |
| 디지털싱글 | Sorry                 | 2015년 8월 21일  |
| 디지털싱글 | 물고기자리            | 2016년 7월 6일   |
| 디지털싱글 | Ordinary Things       | 2017년 10월 31일 |

### 콜라보레이션
| 분류       | 음반명     | 아티스트       | 발매일          |
| ---------- | ---------- | -------------- | --------------- |
| 디지털싱글 | Romantic J | 주니엘, 이종현 | 2013년 12월 9일 |

### OST
- 《미녀 공심이 OST Part 6》 (with 딘딘) (2016년)
- 《쇼핑왕 루이 OST Part 3》 (2016년)
- 《로봇이 아니야 OST Part 5》 (2018년)
- 《어서와 OST Part 4》 (2020년)

### 피처링
- 2013: 《SBS 맨발의 친구들 My Story My Song》 윤시윤 - 할아버지의 자전거
- 2015: 《니엘 oNIELy 'Spring Love'》 니엘 - 심쿵

## 음반 외 활동

### 텔레비전 프로그램
- 2012년 SBS 《신사의 품격》 길거리 아티스트 역 (특별 출연)
- 2013년 tvN 《팔도 방랑밴드》
- 2013년 tvN 《청담동 111》
- 2014년 tvN 《로맨스가 더 필요해》
- 2014년 KBS2 《위기탈출 넘버원》 게스트 (455회)
- 2016년 KBS1 《생로병사의 비밀》 VCR 출연 (586회)
- 2016년 Mnet 《너의 목소리가 보여》
- 2018년 MBC 《미스터리 음악쇼 복면가왕》 - 참가자 (케이키 라이키 두근두근두근 케이크소녀)

### 라디오
- 2012년 JFN 《ツキイチMUSIK》 (일본)
- 2012년 KBS 쿨FM 《슈퍼주니어의 키스 더 라디오》 - 〈불후의 명창〉
- 2012년 MBC 표준FM 《신동의 심심타파》 - 〈열세바퀴〉
- 2013년 MBC FM4U 《로이킴 정준영의 친한친구》 - 〈라디오 버스킹〉
- 2013년 KBS 쿨FM 《슈퍼주니어의 키스 더 라디오》 - 〈힐링카페〉
- 2014년 KBS 쿨FM 《슈퍼주니어의 키스 더 라디오》 - 〈힐링카페〉
- 2014년 MBC 표준FM 《윤하의 별이 빛나는 밤에》 - 〈어쿠스틱 라이브〉
- 2014년 SBS 파워FM 《케이윌의 영스트리트》 - 〈실실 막말〉
- 2015년 KBS 쿨FM 《슈퍼주니어의 키스 더 라디오》 - 〈난장토론 : 뭥미!?〉
- 2015년 SBS 파워FM 《이국주의 영스트리트》 - 〈영스 스무고개〉
- 2015년 MBC 표준FM 《허경환의 별이 빛나는 밤에》 - 〈금요일엔 라이브〉
- 2015년 MBC 표준FM 《허경환의 별이 빛나는 밤에》 - 〈결정남녀〉

### 광고 모델
- 2012년 제일모직 바이크 리페어 샵 F/W 시즌 모델 (with 버스커 버스커)
- 2013년 해태 써니텐 (with EXO-K)
- 2013년 에리트베이직 엘리트 학생복 (with 인피니트)
- 2013년 금강몰 랜드로바 캔디

## 수상 경력
- 2010년 니지이로 슈퍼노바 우승[10]
- 2012년 싸이월드 디지털 뮤직 어워드 6월의 Rookie of the Month
- 2012년 제19회 대한민국 연예예술상 신인가수상
- 2013년 제27회 골든 디스크 음반 부문 신인상